# Статистическая служба Канады
Статисти́ческая слу́жба Кана́ды (англ. Statistics Canada, фр. Statistique Canada; СтатКан или прежде STC по-английски и SC по-французски) — агентство канадского федерального правительства, в обязанности которого входит сбор и обработка статистических данных о Канаде и канадцах. В Канаде это агентство отвечает за статистические данные, касающиеся провинций.
Кроме других обязанностей, Статистическая служба Канады занимается общей переписью населения, проходящей каждые пять лет: в каждый первый и шестой годы десятилетия. Перепись населения, прошедшая 16 мая 2006 году, является первой, при которой был использован интернет для заполнения вопросных листов.
Для населённых пунктов Статистическая служба Канады имеет хорошо определённую терминологию. Например, слово приход обозначает некоторые сельские территории в Квебеке и Нью-Брансуике, а кантон обозначает township на востоке Квебека.

## История
В июле 2010 директор Статистической службы Канады подал в отставку со своего поста в качестве протеста против закона, который больше не обязывает канадцев заполнять длинный вопросник, рассылаемый определённому проценту населения.